# Старозаславський замок
Старозаславський замок — єдина частково збережена будівля замкового комплексу 15 століття, розташована на останці у старій частині міста Ізяслава на Волині при впадінні річки Сошені до річки Горині.

## Історія
Спорудження в XV столітті Старозаславського замку пов'язують з ім'ям князя Василя Федоровича Красного (*?—† після 1461).
На існування замку в означений час вказує й та обставина, що заславські замкові книги велися від 1512 року. Книги за 1572–1575 рр. досі є цінним джерелом з історії Заславської волості, до якої, крім міста Заслава, в другій половині XVI ст. входило ще 70 містечок і сіл.
В подальшому Старозаславський замок згадується у документах від 21 серпня 1533 року і 1535 року. Проте в середовищі науковців, причетних до пам'яткоохоронних досліджень, простежується хибне датування споруди, умовно «замку», 1539 роком, ототожнюючи її таким чином із Заславською коморою (митницею), що вперше згадується 15 серпня 1539 року.
Волинський краєзнавець XIX ст. Микола Теодорович так писав про цю споруду:
|  | Посеред старого города, на високій горі, над рікою Горинем височить кам'яна споруда давньої архітектури. Зі слів Стецького, колись це була княжа скарбниця. Проте, можливо, це була фортеця для ув'язнення злочинців і військовополонених татар, а може – це був арсенал, де зберігалася зброя у мирний час. |

Більш міродайною є думка про цейхгауз, підтвердження якій знаходиться в інвентарному описі замку в Старому Заславі від 15 липня 1622 року. Розділ «Як йти до дитинця» й наступні за ним правдоподібно стосуються згаданої споруди. На той час в двоповерховому будинку переховували зброю та військову амуніцію і, що досить несподівано, частку замкової колекції малярства. Після бурхливого напливу Хмельниччини Старозаславський замок, який й без того знаходився у занепаді, був зовсім спустошений. В описі замку від 1700 року, що зберігається у фондах Державного архіву на Вавелі в Кракові (Польща), писар занотував, що «… тільки та базиліка чекає руйнації до реченця».

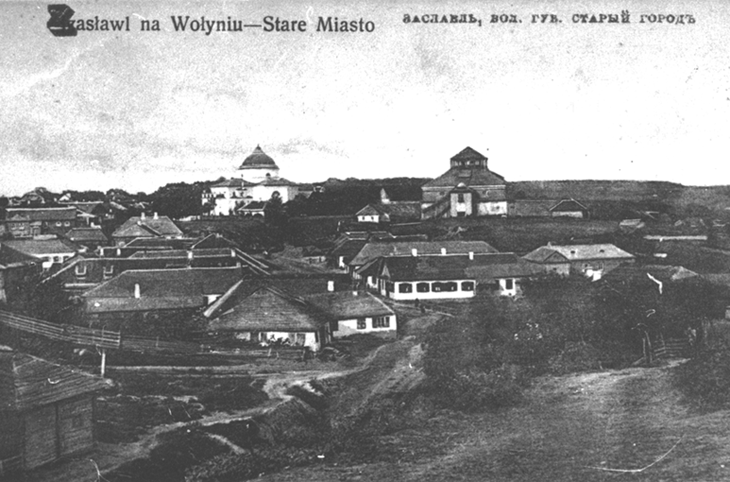
Вид на Старий Заслав із заходу. Поштівка поч. XX століття

Того вигляду, який ми можемо спостерігати на світлинах прецінь іще першої половини XX століття, споруда набула за володарювання князя Павла Карла Санґушка (*1680 — † 1750) та його дружини Барбари Санґушкової (*1718 — † 1791). Було добудовано цегляні другий поверх і вежу перед західним входом. Правдоподібно, що керував роботами придворний архітектор Паоло Фонтана. Хоч, в цьому випадку, добудова, мабуть, не обійшлася без участі Фридерика Опіца (пол. Fryderyk Opitz), ще одного з санґушківських архітекторів, що більше спеціалізувався на зведенні об'єктів господарського призначення.

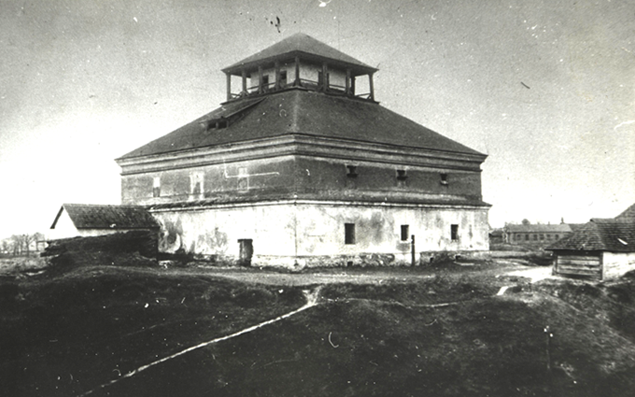
«Замок» у Старому Заславі. Фото 1920 року

В часі російської займанщини східної Волині споруду використовували як склад для потреб окупаційної армії. На другому поверсі зберігали зерно, на що вказує конструкція даху.
Не змінив замок свого призначення й у часи СРСР, він залишався складом та поволі втрачав свою подобу. Спочатку знищено дах, а потім й зовсім залишено його без догляду. Протягом XX століття з дитинця кількаразово вибирали ґрунт. Останнього разу наприкінці 1990-х для підсипання сусіднього пагорбу, на якому пришвидшено зводилася православна церква Різдва Христового, дії екскаваторників зупинив депутат міської ради Віталій Климчук разом з кількома молодими заслав'янами, натомість через декілька років, коли техніка Ізяславського житлово-комунального підприємства вщент зруйнувала західну вежу, зупиняти вандалів було нікому.
1994 року дослідженнями, проведеними археологом Михайлом Нікітенком безпосередньо на дитинці, починаючи від р. Сошені й майже впритул до Бернардинського монастиря, було локалізовано староруський город (кінець XI—XII — перша половина XIII ст.).
2006 року українська держава вперше виділила кошти на збереження та реставрацію замку. Кошти швидко «освоїли». Було виготовлено частину документації, прибрано завали на другому поверсі, встановлено ґрати і паркан довкола споруди. Нині частини ґрат вже немає, ворота навстіж, містяни продовжують собі спокійно садити на дитинці картоплю, топінамбур і кукурудзу, фінансування було припинено. Останнім часом замок неодноразово піддавався нападам мисливців за будівельними матеріалами та грабіжників археологічних цінностей. Основні ушкодження припали на північний фасад споруди.

## Опис
Двоповерхова прямокутна (майже квадратна) споруда. Автентичними є тільки перший поверх і пивниці, муровані з каменю, майже тотожні у плануванні. Другий поверх цегляний, вимуруваний у XVIII столітті. Перший поверх ділиться на дві рівнозначні частини завдяки широкому проїзду, орієнтованому за віссю північ-південь, на обидві сторони від якого розташовано по три кімнати. Перекриття склепінчате, хрестове, на другому поверсі було по балках. Пивниці освітлені продухами. Вікна першого поверху неодноразово перемуровувалися. Пивниці і обидва поверхи з'єднуються між собою внутрішньостінними каналами, функціональне призначення яких досі не вивчено. Припускають, що вони могли використовуватися для підйомників. Хоча також можливий варіант як витяжки для порохового диму. Унікальність споруди полягає у так званій ізоляції рівнів. Потрапивши на перший поверх з нього неможливо піднятися на другий.
Замок було занесено до Державного реєстру національного культурного надбання, охоронний номер 757/0.

## Цікаві факти
У 1619 році в замку був ув'язнений шляхтич Немирич, який викрав бургомістра Львова Бартоломея Уберовича. Був затриманий у трьох милях від Заслава райцем Яном Юліаном Лоренцовичем спільно з ротою вояків князя Олександра Заславського.

## Галерея

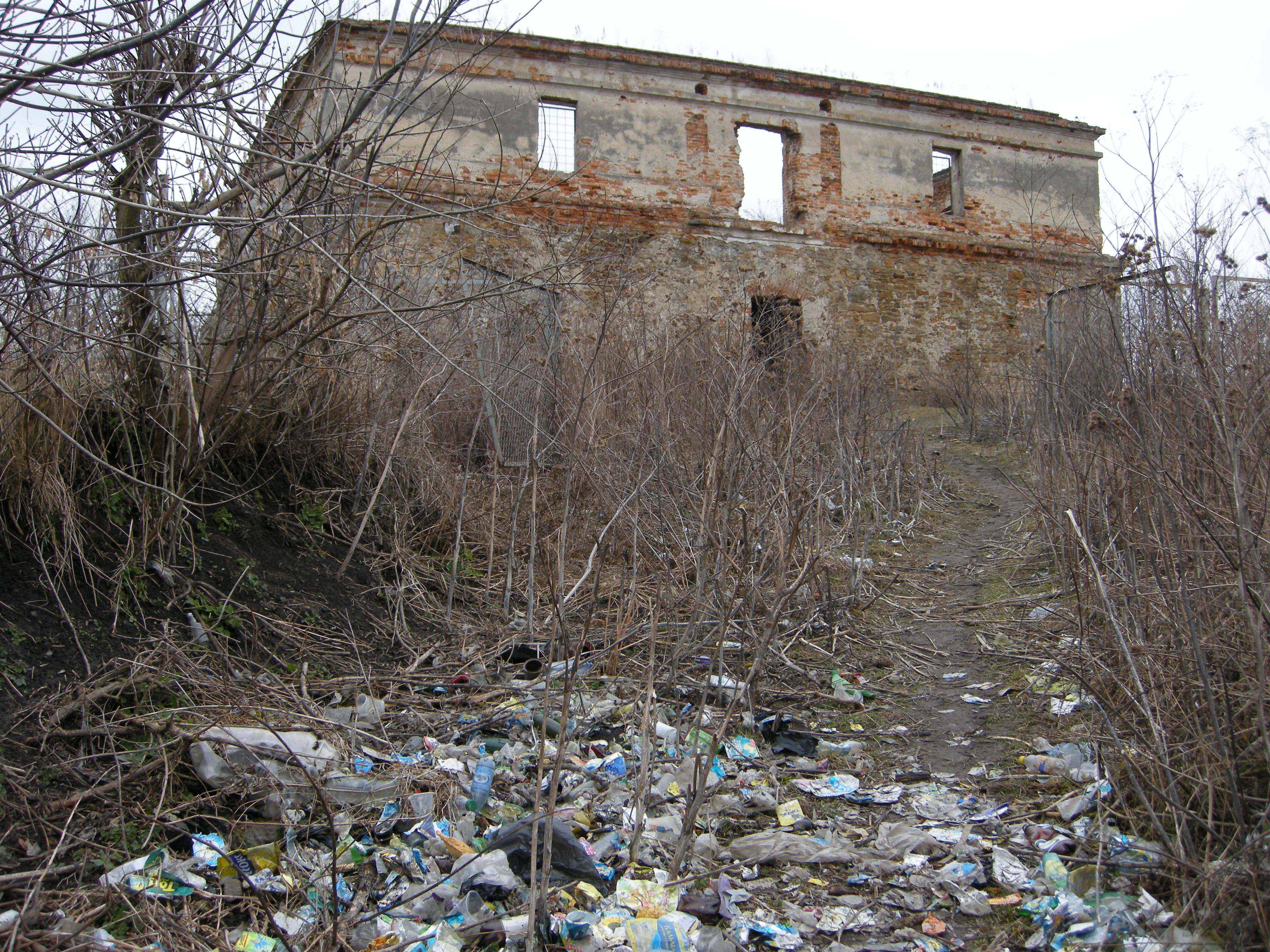
Вид від заходу
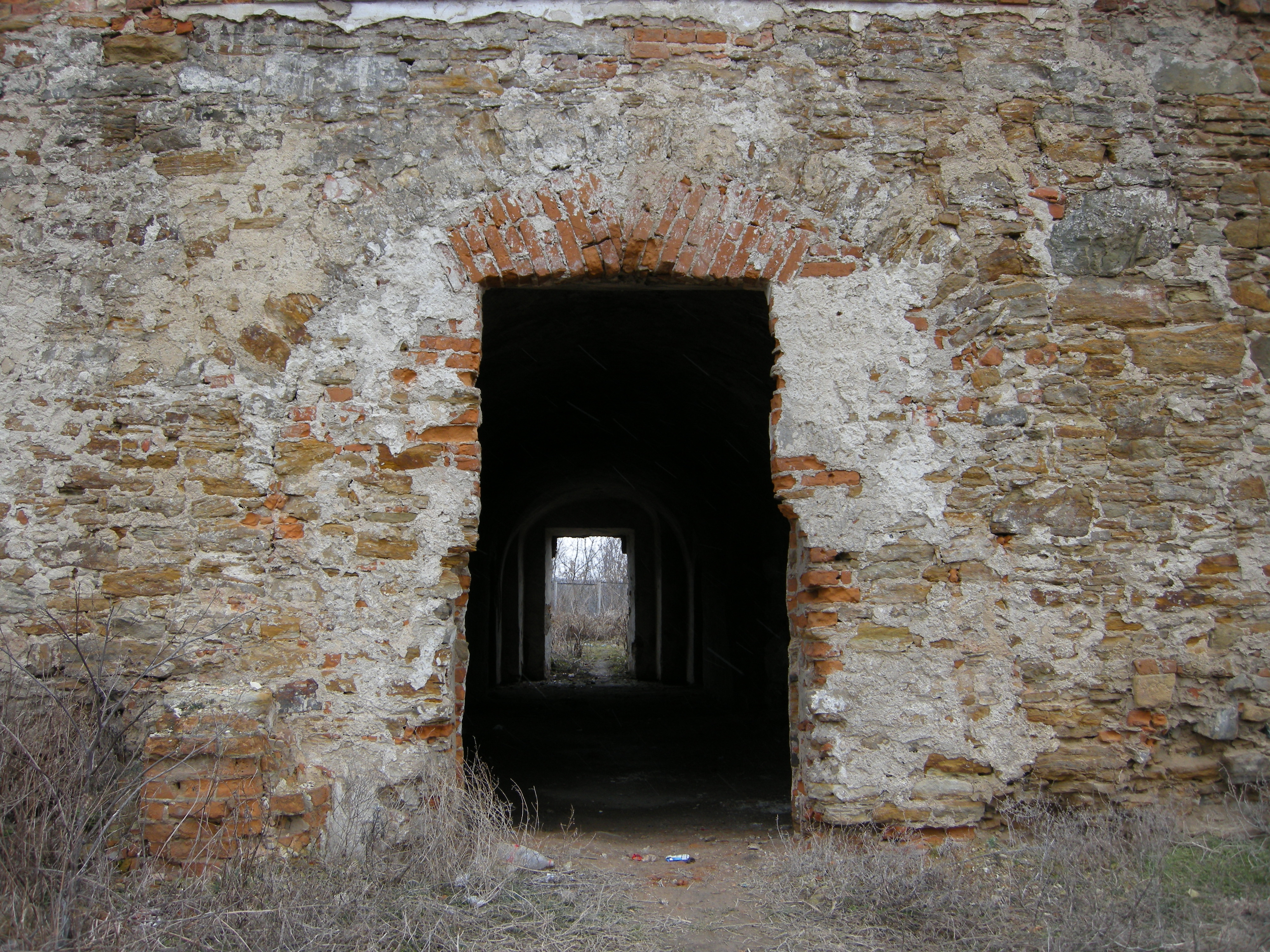
Вхід до проїзду від заходу
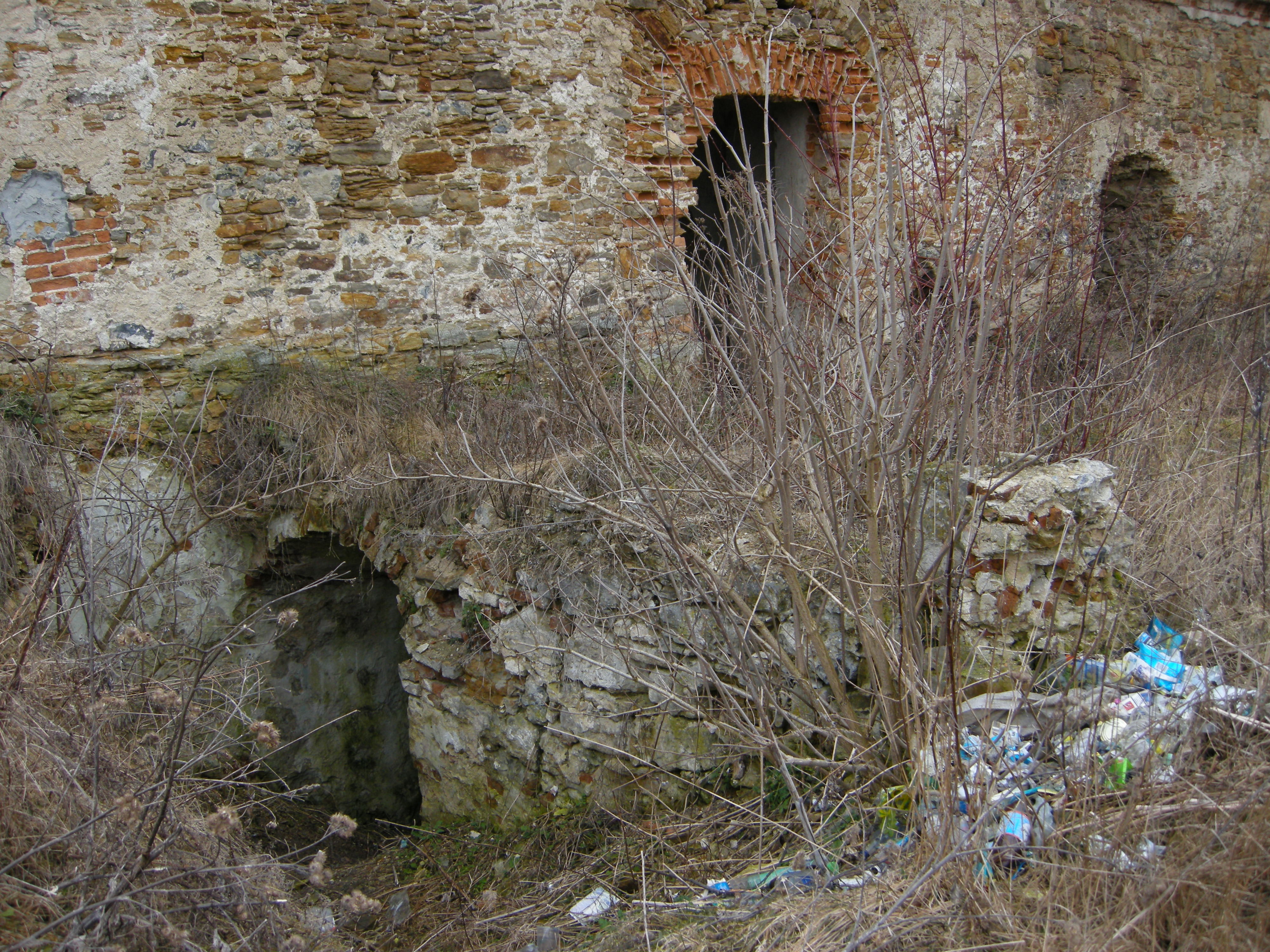
Спуск до пивниць од сходу
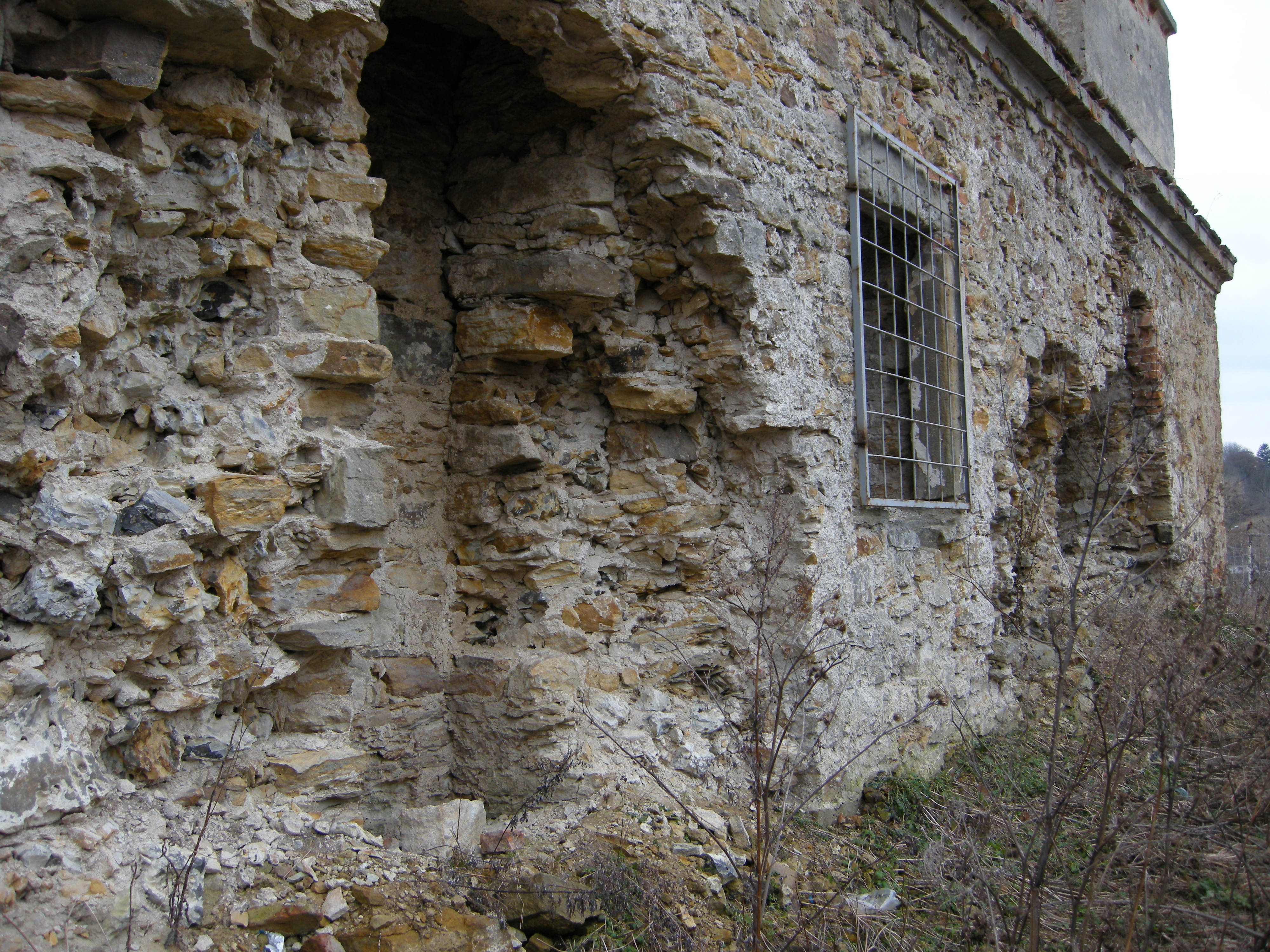
Наслідки нападу «мисливців за будівельними матеріалами» від півночі
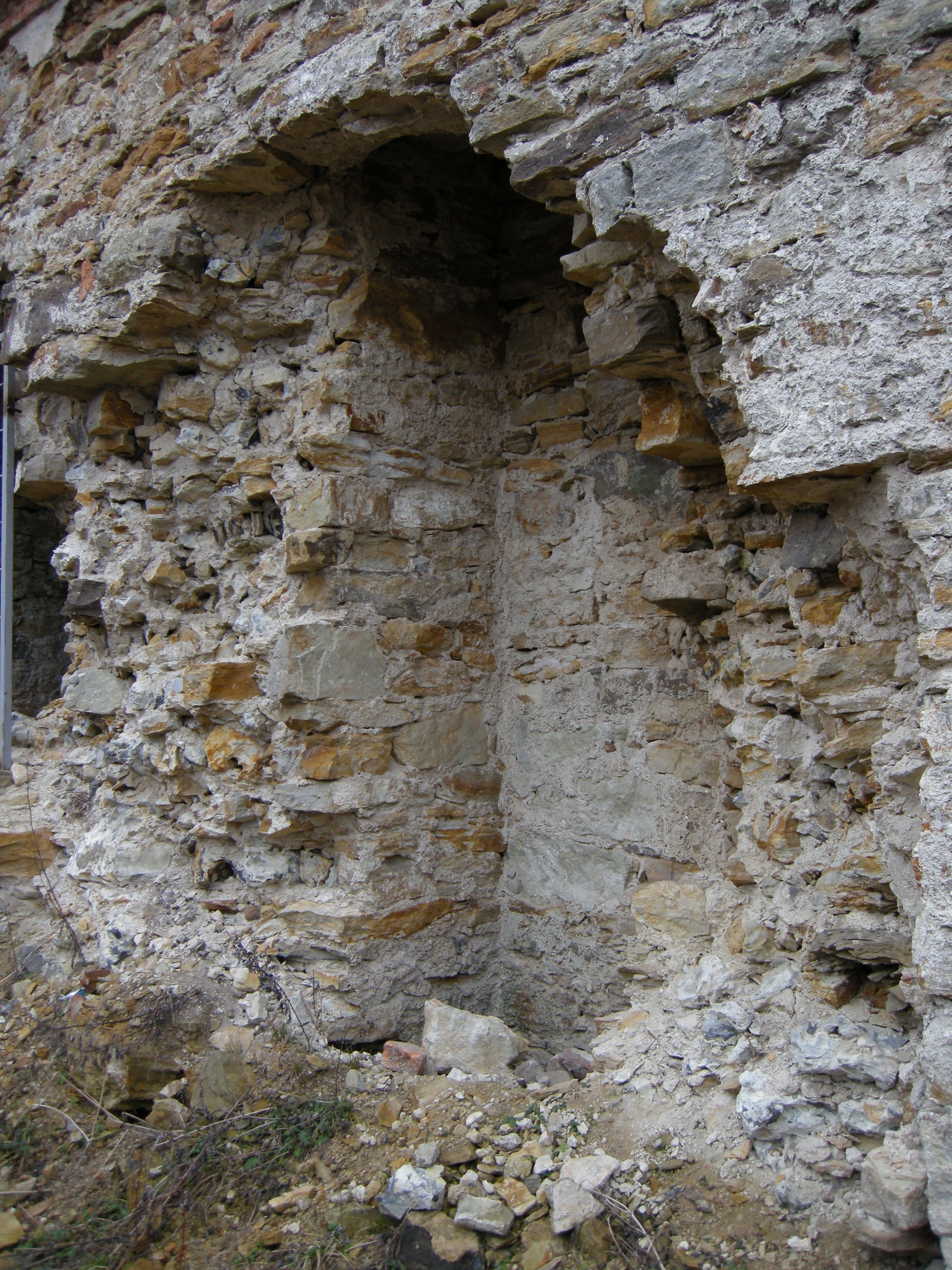
Під час останнього нападу "мисливцями" був розкритий раніше невідомий внутрістінний канал між пивницями і другим поверхом
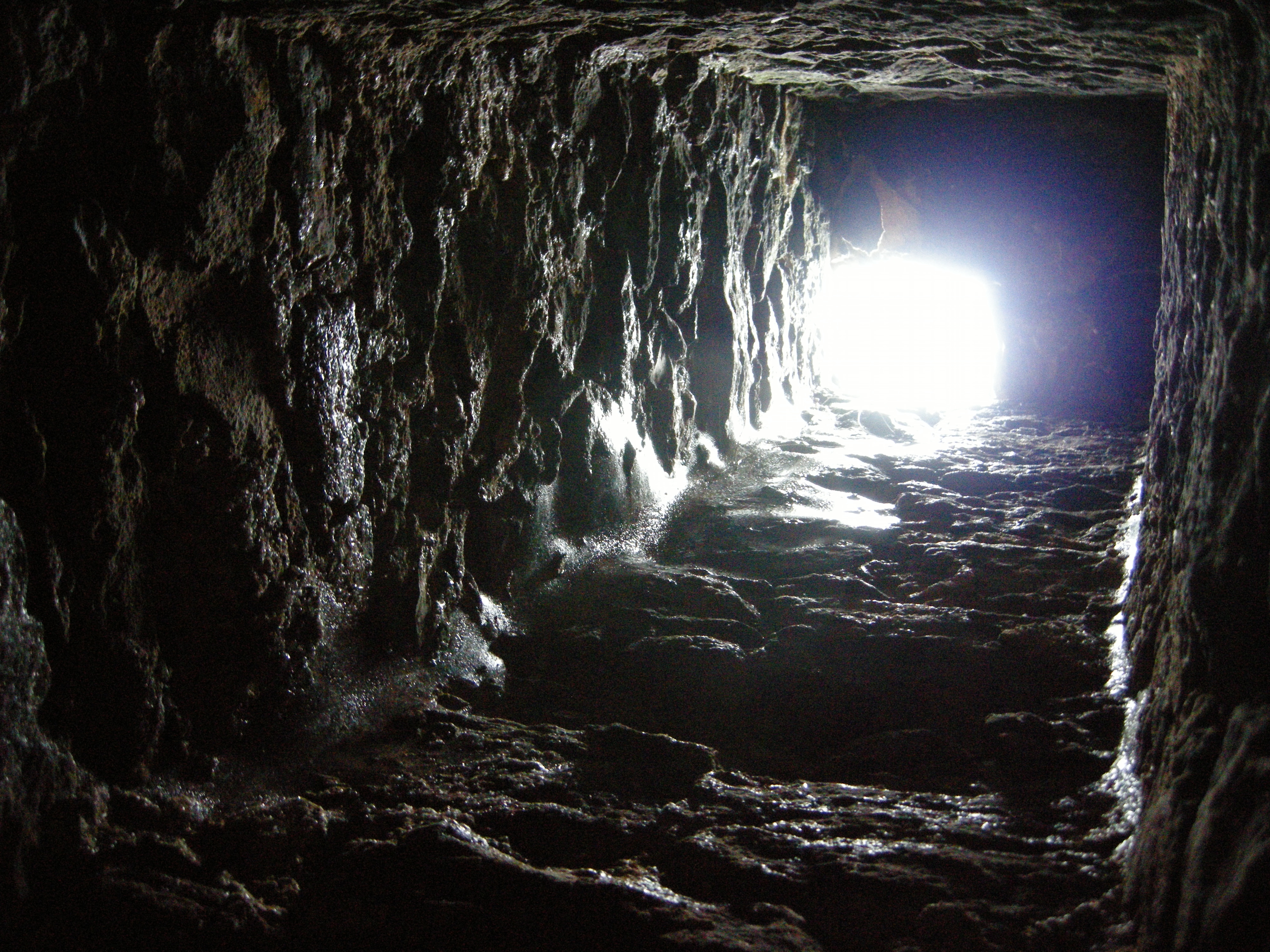
Внутрістінний канал. Між першим і другим поверхами
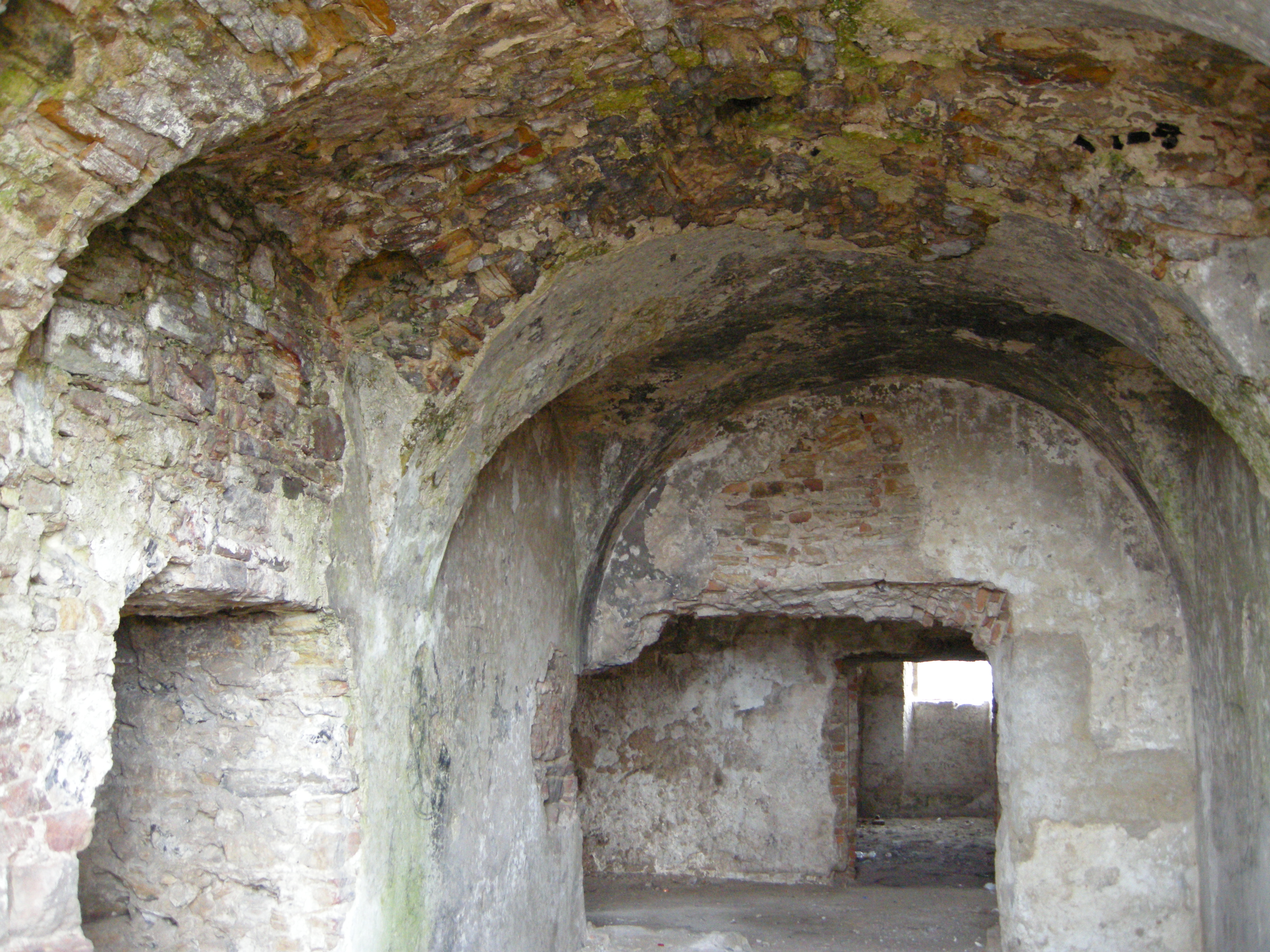
Інтер'єр бічної кімнати
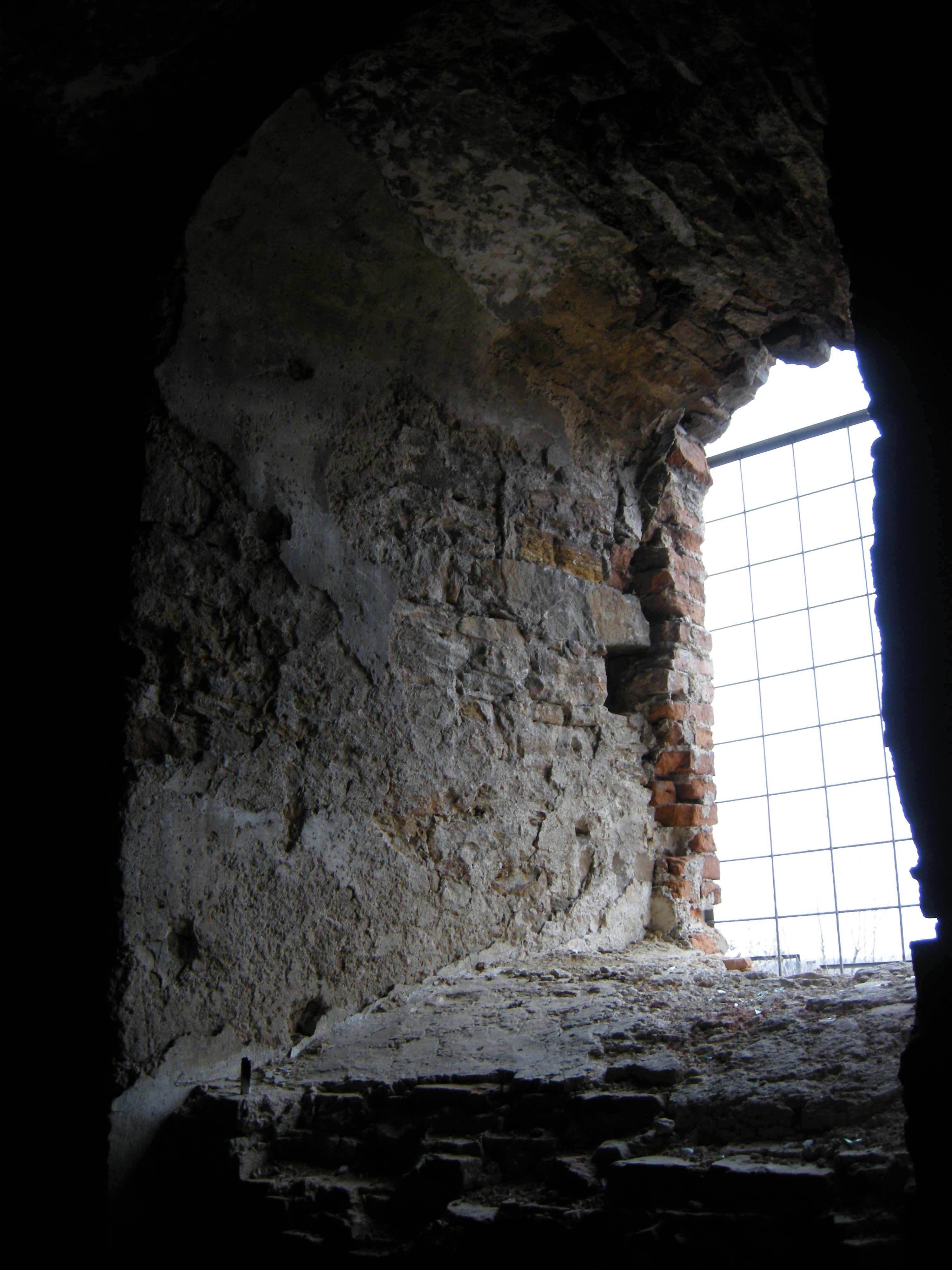
Вікно. У лівому нижньому від глядача куті — запальничка «Cricket» (для встановлення масштабу)

## Мережні ресурси
1. Ігор Тесленко. Заславська замкова книга XVI століття
2. Володимир Александрович. Інвентарі замків у Старому й Новому Заславі з XVII століття
3. Староміський замок (світлини)